# Danilo Luiz da Silva
Danilo Luiz da Silva (født 15. juli 1991), kendt som bare Danilo, er en brasiliansk professionel fodboldspiller, som spiller for Serie A-klubben Juventus og Brasiliens landshold.

## Klubkarriere
Han begyndte sin karriere i América Mineiro, før han skiftede til Santos, hvor han scorede det afgørende mål i 2011 Copa Libertadores. I januar 2012 skiftede han til Porto, som han vandt den portugisiske liga med to sæsoner i træk. Han flyttede i 2015 til Real Madrid i Spanien for en sum på 31,5 millioner euro. I sommeren 2017 skiftede han til Manchester City. Her blev han engelsk mester i 2018 og 2019. Sommeren 2019 skiftede han til Juventus, som han vandt det italienske mesterskab med i 2020.